# حاجی سرا
حاجی سرا، روستایی از توابع بخش کومله شهرستان لنگرود در استان گیلان ایران است.

## جمعیت
این روستا در دهستان مریدان قرار دارد و براساس سرشماری مرکز آمار ایران در سال ۱۳۸۵، جمعیت آن ۹۰۲ نفر (۲۷۱خانوار) بوده‌است.